# Can Ceguet
Can Ceguet o Casa Pere Jaqués de Barcelona és una obra inclosa a l'Inventari del Patrimoni Arquitectònic de Catalunya.

## Descripció
Es tracta d'un casal senyorial situat al districte 6 del barri de Gràcia, a l'exterior de l'entrada principal del Parc Güell.
És una edificació als quatre vents, de planta quadriculada, de la qual sobresurt una torre mirador rectangular amb teulat de pronunciat pendent, a quatre vessants, pintat amb decoracions i rematat per parallamps artístics.
Immoble amb soterrani, planta baixa i un pis. Les façanes exteriors, que donen al carrer, són estucades imitant carreus i a les finestres i balcons són remarcables les baranes i reixes de ferro forjat. El terrat és protegit per una balustrada.
En un dels laterals hi ha dues galeries cobertes, amb tres finestrals cada una, protegits per vidrieres. Disposa d'un petit entorn enjardinat.

## Història
Abans de la Guerra Civil espanyola va haver-hi una comunitat de monges.
Després el va ocupar una família de peixaters, els Cervera, que hi van romandre molt de temps. En els últims anys restà abandonada fins que la comprà un arquitecte japonès que la restaurà per instal·lar-hi el seu estudi, cedint la planta baixa a l'associació "Amics de Gaudí".